# 格魯吉亞—土耳其關係
格魯吉亞－土耳其關係，是指格魯吉亞與土耳其的雙邊關係。

## 政治交往
蘇聯解體後，土耳其在1991年12月16日承認格魯吉亞獨立。1992年5月21日，兩國建交。格魯吉亞在安卡拉有一個大使館，在伊斯坦布爾和特拉布宗有兩個總領事館。土耳其则设立有駐第比利斯大使館和巴統總領事館。這兩個國家都是歐洲委員會，歐洲安全與合作組織，黑海海軍合作組織，黑海經濟合作組織和世界貿易組織的正式成員。土耳其已經是北約的成員，而格魯吉亞則是候選國。两国也均为欧洲联盟的候选成员国。
在2008年俄罗斯－格鲁吉亚战争后，喬治亞断绝了与俄罗斯的外交关系，转而加强发展与土耳其的外交关系。巴庫-第比利斯-傑伊漢管線的建设也促进了两国关系的进一步发展。
截至2022年，土耳其是格魯吉亞最大的進口來源國。

### 簽證

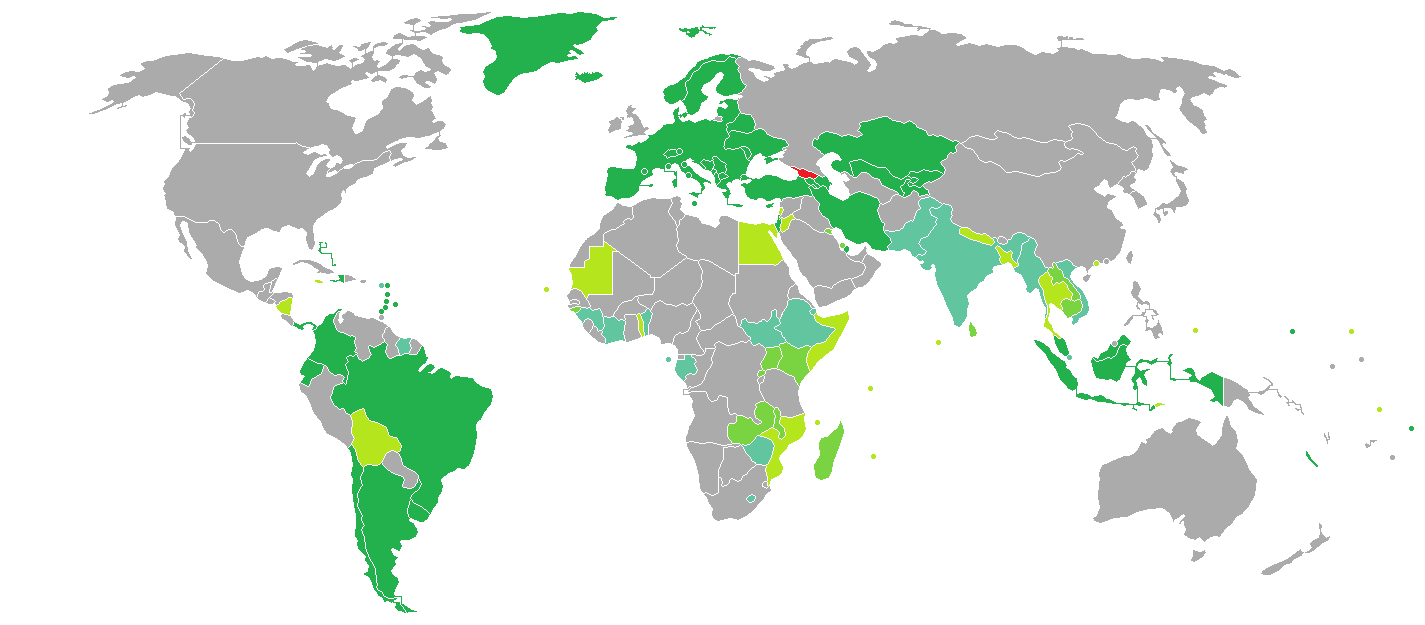
喬治亞公民可以凭喬治亞国民身份证免簽證入境土耳其。

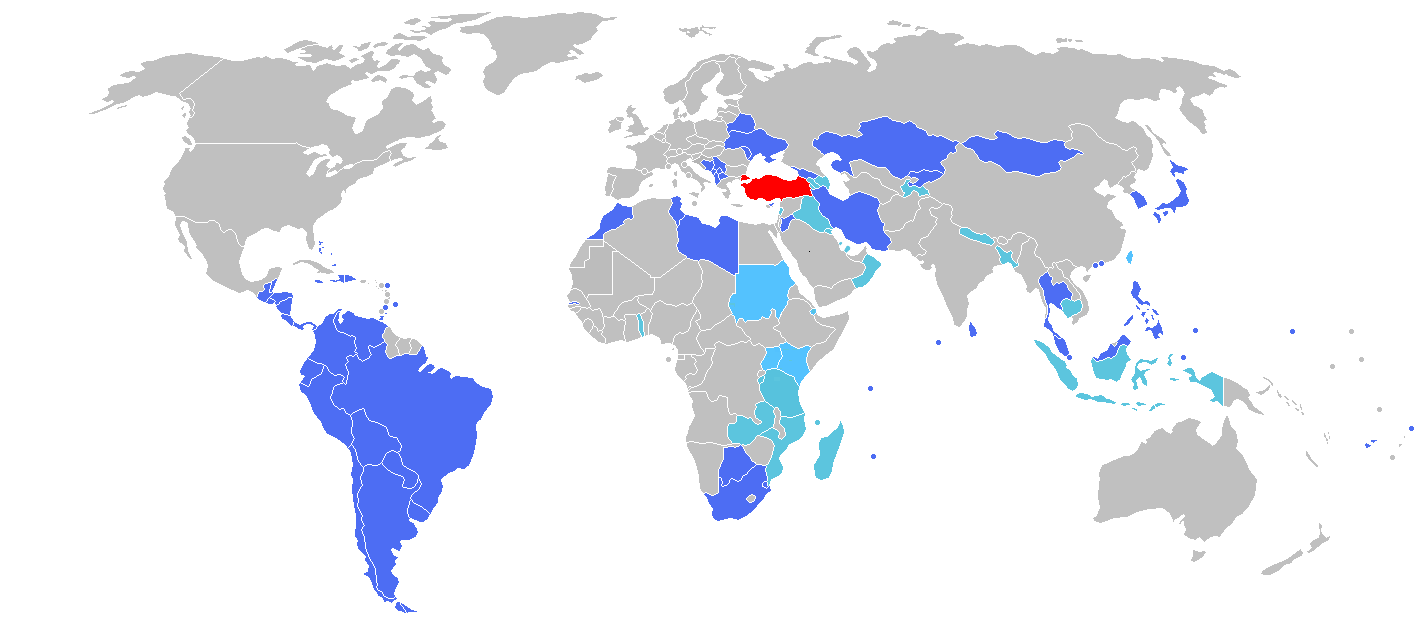
土耳其公民可以凭土耳其国民身份证免簽證入境喬治亞。

两国相互给予对方国家免签证入境待遇，喬治亞公民只需要凭喬治亞国民身份证就可以免簽證入境土耳其，在任意180日內可以停留90天。
自2011年起，土耳其公民可以凭土耳其国民身份证免簽證入境喬治亞，停留期为一年。